# Monti Simbruini
A Simbruini (olaszul Monti Simbruini), közismertebb nevén Római Alpok az olaszországi Appenninek egyik mészkővonulata, a Laziói-szubappenninek része. Lazio és Abruzzo régiók határán húzódik, legmagasabb csúcsa a Monte Cotento (2015 m). Itt erednek az Aniene, a Liri és a Simbrivio folyók. 

## Neve
Neve a latin sub imbribus-ból származik, melynek jelentése eső alatt. 

## Legmagasabb csúcsai
- Monte Cotento (2015 m)
- Monte Tarino (1961 m)
- Monte Autore (1855 m)
- Monte Tarinello (1844 m)
- Monte Viperella (1834 m)
- Monte Pelato (1611 m)
- Monte Calvo (1591 m)
- Monte Pratiglio (1421 m)